# Epiphile kalbreyeri
Epiphile kalbreyeri is een vlinder uit de familie Nymphalidae. De wetenschappelijke naam van de soort is voor het eerst geldig gepubliceerd in 1912 door Anton Heinrich Fassl.